# 日本パン工業会
一般社団法人日本パン工業会（にほんパンこうぎょうかい）は大手の製パン業で構成される業界団体である。

## 所在地
- 東京都中央区日本橋兜町15-6 製粉会館9F

## 会員
- あけぼのパン
- 伊藤製パン
- 栄喜堂
- オイシス
- 岡野食品ホールディングス
- 木村屋總本店
- 工藤パン

- 神戸屋
  - 神戸屋東京工場
- 敷島製パン
- 白石食品工業
- タカキベーカリー
- 第一屋製パン
- ドンク

- 中村屋
- 日糧製パン
- フジパン
- フランソア
- 山崎製パン
- リョーユーパン
- ロバパン